# Claude Montal
Pour les articles homonymes, voir Montal (homonymie).

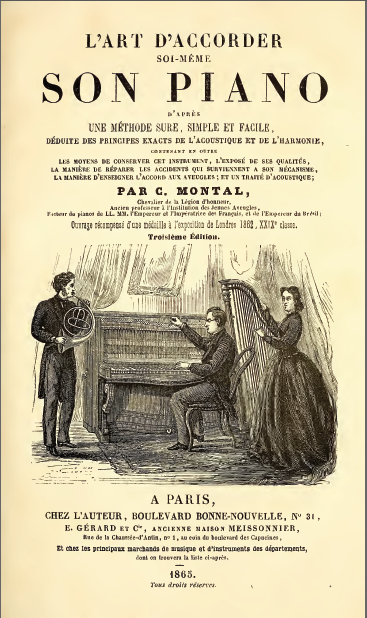
L'Art d'accorder soi-même son piano (1865)

Claude Montal, né à Lapalisse (Allier) le 28 juillet 1800 et mort à Paris le 7 mars 1865, était un accordeur et facteur de pianos, aveugle.

## L'émancipation et les débuts incertains d'un aveugle surdoué
Claude Montal naquit dans une famille modeste de Lapalisse où son père était bourrelier. À l'âge de quatre ans et demi, victime d'une amaurose dite aussi goutte sereine sur laquelle Charles Deval écrira plus tard un traité, il perd progressivement la vue, des suites d'une fièvre typhoïde.

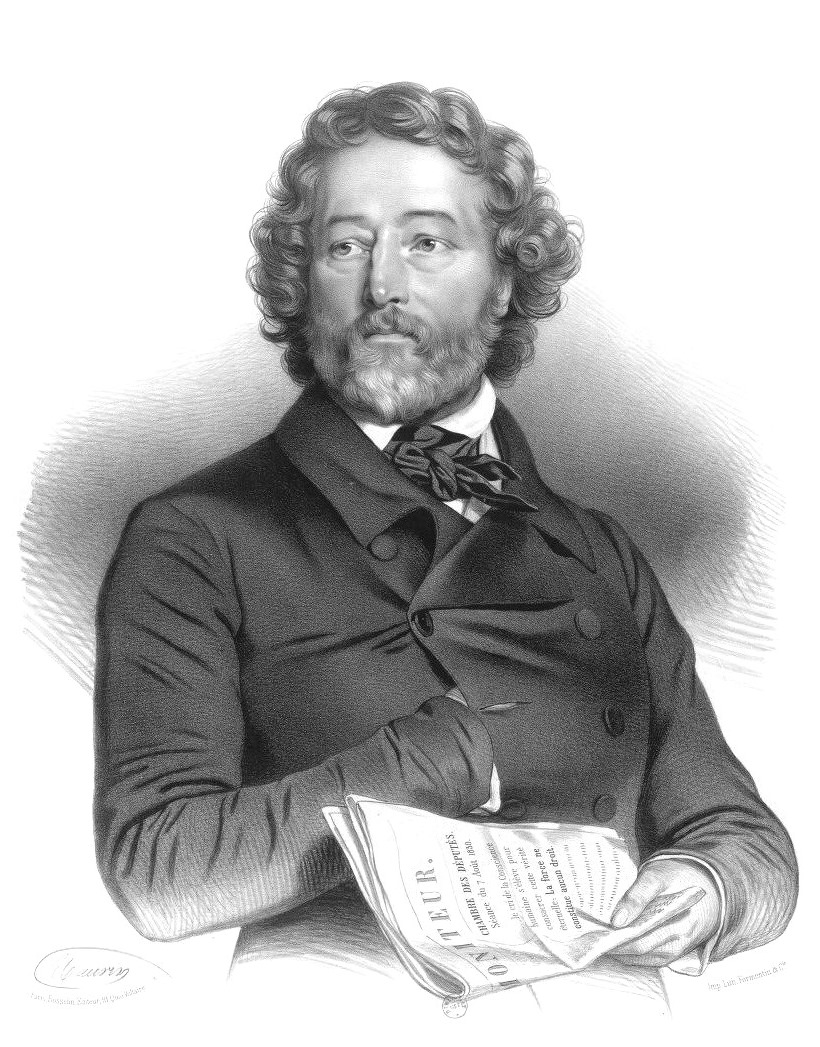
Ami de Madame Royale, le vicomte Félix de Conny, sous-préfet de La Palisse en 1816. Gravure de Maurin.

Malgré ce lourd handicap, l'enfant montre d'indéniables capacités intellectuelles, manuelles et musicales qui impressionnent le maître de poste de Droiturier, bourgade située à quelques kilomètres de Lapalisse où les parents s'étaient transportés pour ouvrir une auberge sur la grande route entre Paris et Lyon. Ne voulant pas être une charge financière pour ses modestes parents, l'adolescent Montal avait ouvert dans l'auberge familiale une petite échoppe d'articles de cuir, objets qu'il vendait à son profit auprès des voyageurs, afin de satisfaire à son entretien. Esprit créatif et inventif, en possession de quelques planches de bois et de crin de cheval, il se mit dans l'idée de confectionner un violon muni d'un semblant d'Archet, objet certes très rudimentaire mais d'où il parvint cependant à tirer quelques sons. Client de l'auberge Montal et admiratif des prouesses manuelles et musicales insoupçonnées du jeune aveugle, Claude Noailly notable de la région, riche marchand de blé et maître de poste à Droiturier, le récompensa en lui offrant un violon. L'histoire phénoménale et les avatars politiques nés sous la Terreur de Claude Noailly qui fut accusé d'être un « affameur du peuple », passèrent à la postérité dans un ouvrage au succès international : Histoire d'une Famille noble sous la Terreur d'Alexandrine des Echerolles, descendante de la famille Giraud des Écherolles.

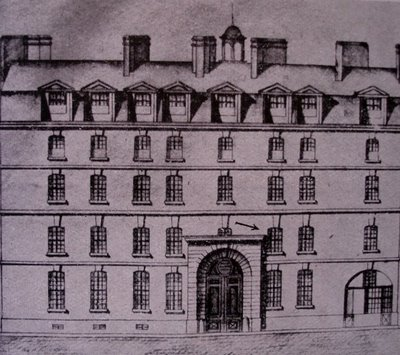
L'Institution royale des aveugles, installée en 1815, dans l'ancien séminaire Saint-Firmin de la rue Victor à Paris. La flèche indique le logement qu'occupa l'abbé Vincent-de-Paul.

À la fin du printemps de 1816, la requête de la famille Montal fut exposée par le sous-préfet de La Palisse Félix de Conny lors d'une audition auprès de Marie-Thérèse Charlotte de France, venue en séjour prendre les eaux à Vichy. Bien qu'ayant dépassé l'âge autorisé pour être pensionnaire, l'année suivante, Claude fut admis à l'Institution royale des aveugles de Paris, institution charitable installée depuis 1815 dans l'ancien et austère séminaire Saint-Firmin, dont la figure emblématique fut Vincent de Paul qui y jeta les premiers fondements de sa congrégation. Cette institution nouvellement dirigée par le docteur Sébastien Guillié, médecin en chef de l'établissement fut par ailleurs ophtalmologiste de la bienveillante Madame Royale.
Montal poursuivit dans l'Institution d'excellentes études aux côtés de son camarade de classe Louis Braille. Quatre ans après son admission, le directeur le fit en 1820, répétiteur d'une classe de grammaire, et bientôt après il professa ensuite dans plusieurs autres disciplines : la géographie, l'arithmétique, l'algèbre, la géométrie, etc. Au début du XIXe, malgré les mérites du système d'enseignement mis au point par Valentin Haüy, les méthodes pédagogiques en usage pour l'instruction des aveugles étaient encore embryonnaires et fort imparfaites, car il restait à trouver une forme d'écriture adaptée à la cécité des non-voyants.
C'est pendant ces années passées à l'institut que Claude Montal prend conscience de la médiocrité des accordeurs intervenant sur les pianos de l'école. Probablement Montal eut-il connaissance à cette époque de l'opuscule publié en 1808 par Pierre Joseph Joubert de La Salette, sur la nouvelle manière d'accorder les forte-pianos, méthode bien approximative cependant. Rapidement il constate l'empirisme, les approximations des professionnels responsables des instruments de l'Institution. Il décide de se consacrer à l'étude de cette science avec son ami Tourasse. Imprégné de théories puisées dans le traité de Dom Bédos de Celles, en 1829, secondé de son ami Tourasse-Maupas, Montal excellent mécanicien, fut chargé par le directeur (le Dr. Pignier) d'examiner le vieil orgue de la chapelle de l'Institution, alors dans un état de délabrement très avancé. Après quelques inouïs travaux de remise en jeu du grand orgue, afin de le récompenser de ce travail accompli avec brio, le conseil de classe délibéra de lui octroyer une somme de 50 francs, placée sur un livret d'épargne mis à sa disposition à échéance. Bénéficiant de la protection qu'offrait alors l'Institution royale des aveugles où il put mener en toute sérénité ses recherches, l'habileté et la sagacité du jeune acousticien ne manquèrent pas d'attirer fin 1829, l'attention d'un physicien Charles Cagniard de Latour, qui fit appel aux étonnantes capacités de Montal, pourtant encore un parfait inconnu dans le Tout-Paris musical. Le scientifique Latour sollicita les connaissances de Montal, afin d'établir le calcul d'un tempérament juste du diapason de l'Opéra. Dans un ouvrage particulièrement éclairant, Adrien de La Fage fit allusion de cette première expertise apportée par l'acousticien Montal.
En septembre 1830, à la suite du décès de son fidèle Tourasse-Maupas, Montal prit la décision audacieuse mais hasardeuse de quitter l'Institution. En effet, quelques mois après la révolution de juillet 1830, Claude Montal en quête d'émancipation quitta l'Institution royale des aveugles de la rue Victor, trouvant refuge dans les combles d'une modeste mansarde située au 11 rue Poupée. Peu avant son départ, Montal qui avait souhaité être chargé de l'accord et de l'entretien des pianos de l'Institution reçut une catégorique fin de non-recevoir; l'Institution préférant alors s'en remettre aux services d'accordeurs voyants externes à l'établissement. Dépourvu d'appuis et pensant vivre de son expérience passée de professeur et d'accordeur de pianos, Montal affronta le sibérien hiver de 1830 dans le plus grand dénuement, affamé et mis au ban de la société qui n'avait cure des « prétentions ubuesques » de cet aveugle imprudent.
Totalement désœuvré, ne possédant que quelques maigres économies en poche, Claude Montal fut inscrit le 23 juillet 1831 comme grand indigent sur le Livre des Pauvres du Bureau de Charité du 11e arrondissement de l'hôpital des Quinze-Vingts, où il fut assuré d'une salutaire pitance (N° d'admission : 9127)

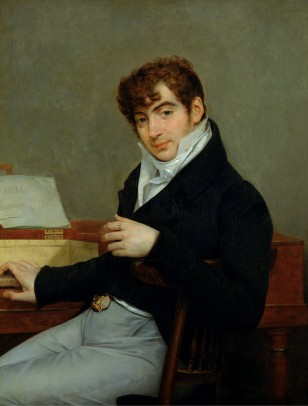
Compositeur et professeur de piano au Conservatoire de Paris, Pierre Joseph Guillaume Zimmermann, fut en 1832 l'inconditionnel protecteur de l'accordeur Claude Montal.

Malgré sa situation précaire, en 1832 Montal réussit à entrer en relation avec M. Laurent, professeur de piano au Conservatoire de musique. Celui-ci avait chez lui au 10 rue de Chaillot, deux vieux pianos de différentes factures, qu'aucun accordeur n'avait pu jusqu'ici accorder... L'intuitif M. Laurent, voulant sans doute tester les capacités supposées de l'aveugle Montal, lui fit l'offre de répondre à cette mission mécanicienne jugée des plus périlleuses. Montal se proposa d'essayer et après quelques laborieux travaux d'examen, parvint à dompter le mécanisme de ces deux instruments dissemblables et à en ajuster à la perfection le réglage des cordes à l'unisson.
Complètement médusé, Adolphe Laurent présenta Montal comme « le meilleur accordeur de Paris » auprès de MM. Jean-Louis Adam et à Pierre-Joseph-Guillaume Zimmerman alors deux des pédagogues les plus éminents du Conservatoire de musique. Admiratifs de ce travail accompli avec maestria, conforté de leurs unanimes suffrages, l'ancien répétiteur Claude Montal devint Accordeur de pianos agréé auprès du Conservatoire de Paris. Suppléant au Conservatoire de Musique pour les classes de piano de MM. Pierre Zimmermann et de Jean-Louis Adam; cette incroyable rencontre avec Adolphe Laurent, ce « bon maître du piano » professeur tant vénéré plus tard par son plus célèbre élève Jules Massenet, constitua pour l'infortuné Montal, la plus heureuse des providences. Promis comme jeune officier à une brillante carrière militaire qu'il délaissa en 1828 pour celle de l'enseignement musical, François Adolphe Laurent fut un homme habité d'une grande intelligence et affabilité. premier prix de piano à l'Ecole royale de musique sous Louis XVIII, il se maria en Janvier 1825 à l'une des deux filles du docteur Louis-Urbain Canuet, membre de l'Académie nationale de médecine, médecin en chef de l'Institution royale de Sainte-Perinne (hôpital Sainte-Périne). Ce médecin républicain (1771-1842) qui voua sa vie au service de l'action humanitaire au service des plus pauvres se fit particulièrement remarquer lors de la sanglante guerre de Vendée, où prisonnier  de François-Joseph Westermann et comme chirurgien, il fut contraint de sauver la vie de son opposant royaliste le marquis Louis de Salgues de Lescure. Voici tiré des Mémoires de Madame de Genlis, qui avait alors trouvé refuge dans la maison de santé du docteur Canuet, quel fut le portrait succinct mais flatteur que dressa cette femme d'esprit du jeune Adolphe Laurent, le sauveur miraculeux de l'aveugle Montal, homme d'une rare probité :
Au domicile du déconcertant docteur Canuet et de son gendre Adolphe Laurent, les deux vieux pianos ré-accordés à merveille par l'accordeur aveugle Montal, durent laisser incontestablement une grande impression auprès des pensionnaires de l'Institution Sainte-Perrine, lesquelles enchantées s'exercèrent à souhait sur ces deux pianos inespérément ressuscités.

## 1833: fondateur du premier cours d'accord de pianos au monde.
Rompu aux inlassables travaux de recherches en ingénierie mécanique et en acoustique passés sur les instruments à cordes de l'Institution, Montal devint un technicien hors pair dans sa spécialité. Bravant les puissants préjugés ressentis dans la société à l'encontre des aveugles, Montal, fortement encouragé par certains professeurs du Conservatoire, ouvrit le 11 mars 1833 un cours public d'accord de pianos, donné à l'usage des instrumentistes. Placé sous l'égide du Conservatoire de musique, l'ouverture de ce cours inédit fut donné dans les salons du facteur Wetzels, audition qui suscita dans l'opinion publique la plus grande des curiosités. Si comme tout un chacun M. Montal ne put jouir de l'usage de la vue, il posséda en revanche un toucher et une ouïe étonnement remarquables. Bien que perplexes, plusieurs journaux se risquèrent néanmoins à publier des annonces pour la tenue de ce cours. Dans l'un d'entre eux, on pouvait lire :
Basé sur les principes rigoureux de l'acoustique et de l'harmonie, la programmation de ce cours d'organologie en 25 leçons appliqué à l'accordage des pianos fut annoncé par l'édition chez l'imprimeur Fain & Thunot d'un prospectus distribué chez les divers marchands de musique. La réservation des places, d'un coût de 50 Frs par personne, se fit chez l'auteur, chez Wetzels ou auprès du Conservatoire de musique. Sous la monarchie de Juillet, la propagation de cours publics donnés par divers spécialistes en tout genre, devint vite un de ces évènements à la mode, très prisés des salons parisiens. Aussi celui que se proposa de donner l'aveugle Montal devait-il susciter un intérêt non négligeable ? Hormis quelques rares et brèves annonces journalistiques lacunaires, la presse se fit plutôt discrète sur la tenue de cette manifestation. De tous les grands quotidiens nationaux ou de la presse de spectacles, seules La Gazette de France ou La Gazette des Théâtres en date du 31 janvier 1833 daignèrent porter une bienveillante attention au projet de M. Montal, en publiant à son égard un article des plus accueillants qui se terminait ainsi :
Dans toute la presse spécialisée, seul le musicologue François-Joseph Fétis fondateur et rédacteur en chef de La Revue Musicale (qui deviendra ensuite la Revue et gazette musicale de Paris) osa signer un grand article enthousiaste porté à l'intérêt de la prestation professorale de Montal. L'engouement de ce Cours assura à son initiateur une grande popularité dont les retombées passèrent pourtant inaperçues dans la presse française. Peut-être l'émergence d'un front revendicatif né dans la corporation des accordeurs de pianos parisiens décida-t-il de se liguer contre l'importun conférencier ? Malgré cette indifférence éditoriale, l'attribution des premiers lauriers du succès fut-elle annoncée par l'influence de quelques bonnes fées protectrices venues d'Outre-Rhin où Montal fut l'objet d'une gratifiante considération à la une des pages du Berliner Muzikalische Zeitung, prestigieuse revue de musicologie en Allemagne. Dans son édition datée du 20 avril 1833, qui fit référence à cette vulgarisation pédagogique sur l'accordage des claviers, on pouvait lire notamment :
Désormais la route de la Providence vers des lendemains meilleurs sembla-t-elle toute tracée pour l'avenir encore incertain de M. Montal, qui eut à affronter bien des adversités ou de redoutables épreuves, sur un chemin parsemé d'embuches, mais où cependant il lui fut toujours permis d'espérer.

## 1834: à l'Exposition de l'industrie, les enseignements magistraux d'unAbrégétrès convoité.
À la suite des insistantes sollicitations émanant du Conservatoire de musique, l'accordeur Montal se résolut à écrire un traité d'acoustique. Sa situation de handicapé visuel l'exposait immanquablement dans une très inconfortable subordination vis-à-vis du monde des voyants, monde où il risquait à tout moment d'être trahi, marginalisé et qui de plus est de se faire ravir le fruit de ses travaux par quelques envieux sans scrupules. C'est ce qui arriva précisément à MontaL.

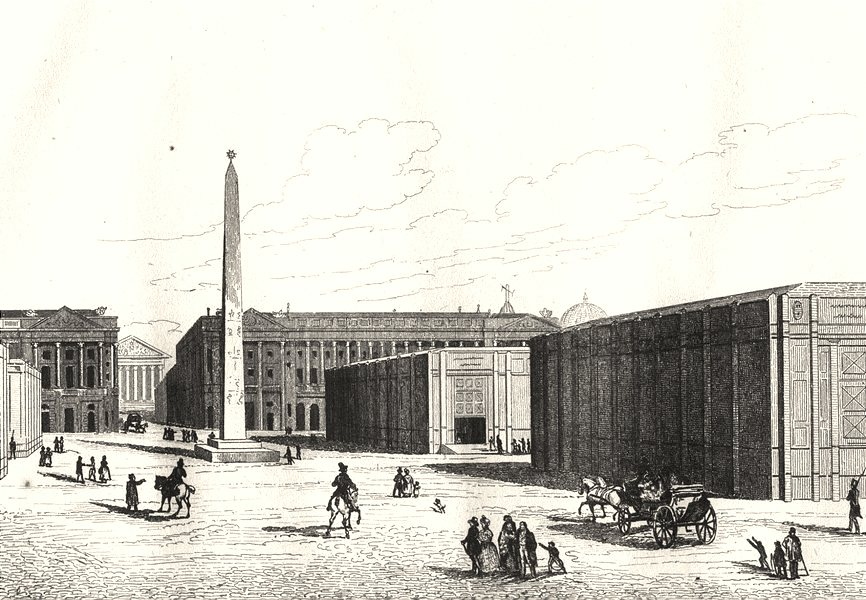
Pavillons de l'Exposition nationale de l'Industrie en 1834, installés sur la place de la Concorde à Paris.

Au moment où l'aveugle Montal s'apprêta à publier en avril 1834 chez l'éditeur et marchand de musique Joseph Meissonnier un premier opuscule intitulé Abrégé de l'Art d'Accorder soi-même son Piano, déduit des principes rigoureux de l'acoustique et de l'harmonie, un de ses élèves voyant Giorgio di Roma (de son vrai nom Giorgio Armellino) s'apprêta à publier en même temps chez l'éditeur Roret, un document similaire intitulé Manuel simplifié de l'accordeur ou L'Art d'Accorder le Piano, mis à la portée de tout le monde. Cette affaire de plagiat affecta grandement le moral de M. Montal qui menaça son plagiaire d'un procès en règle pour usurpation de propriété littéraire. Afin de déjouer cette navrante forfaiture éditoriale, une course de vitesse s'engagea entre MM. Montal et Armellino, avant que ce dernier n'imprima sa mauvaise copie et la fit enregistrer par le bureau du dépôt légal. Grâce à l'énergique intervention de François-Paulin Terzuolo imprimeur de Montal, celui-ci parvint en un temps record à faire imprimer l'Abrégé de Montal et à le faire valider, obligeant au passage son contrefacteur à dénaturer son ouvrage, sous peine de poursuites judiciaires. Extirpé in extremis de cette mauvaise situation, Montal eut toujours une infinie reconnaissance envers l'exemplaire intégrité morale que montra M. Terzuolo. Dans les pages de la Gazette Musicale de Paris, qui venait d'être fondée en cette année 1834 par Maurice Schlesinger, le vingtième numéro de cette nouvelle revue, ne manqua pas de conseiller (Annonce du 18 mai 1834) auprès de ses lecteurs, de l'incontournable intérêt qu'ils pourraient retirer des enseignements de cet opuscule inédit, mais hélas suivi aussi de celui de son plagiaire Georges Armellino. Dans l'épilogue de cette fâcheuse forfaiture éditoriale, Montal s'en remit aux suffrages du public connaisseur, qui à son total bonheur, sut très vite faire la différence...
Pendant qu'une campagne de presse fit la promotion de l’Abrégé de l'accordeur Montal, celui-ci visita les instruments de musique présentés à l'Exposition nationale des Produits de l'Industrie. Celle-ci occupa en front de Seine, quatre grands pavillons de bois, qui furent installés sur l'immense terre-plein de la place de La Concorde. Inaugurée le 1er mai 1834, le journal du Constitutionnel du dimanche 4 mai rendit compte de la visite officielle du souverain : « Le Roi dans sa visite à l'Exposition des Produits de l'Industrie, a demandé à M. Franz Liszt, qui se trouvait présent, de lui faire entendre les pianos ». Pas moins de 150 pianos furent exposés dans le pavillon No 4 : PLEYEL, ERARD, PAPE, PETZOLD, MERCIER, etc. Si M. Montal put se prévaloir de n'être pour l'instant que l'accordeur des plus célèbres professeurs du Conservatoire, son invincible témérité lui dicta de déposer quelques exemplaires de son précieux opuscule sur les pianos du facteur Rogez, et d'après Maurice de La Sizeranne, voici comment il se fit superbement remarquer par son entrée modeste mais triomphale chez les fabricants d'instruments : « L'Exposition des Produits de l'Industrie en 1834 acheva de mettre Montal hors de pair parmi les accordeurs. La plupart des facteurs voulurent que leurs pianos fussent accordés par lui. Il profita de cette circonstance pour faire imprimer une brochure intitulée Abrégé de l'Art d'Accorder soi-même son Piano. Cette brochure qui se vendait à l'Exposition même, sur les pianos des facteurs, fit sensation; on en parla dans le monde artistique et une moitié de l'édition fut enlevée en moins de huit jours ».
Le simple abrégé d'acoustique de l'accordeur Montal suscita le plus grand intérêt dans la presse nationale, au point que celui-ci fit aussitôt la Une de la chronique musicale du journal Le Constitutionnel. La critique journalistique quelque peu sceptique quant à la réelle utilité de cet opuscule, les éclairages organologiques apportés par son auteur ne manquèrent pas d'être cependant âprement soutenus par Pierre-Armand Dufau, alors premier instituteur à l'Institution royale des aveugles, mais aussi directeur et rédacteur en chef en 1834 du grand quotidien Le Constitutionnel. L'incontournable utilité de cet opuscule organographique fut aussitôt salué dans Le Pianiste, nouveau journal fondé en 1833 par Charles Chaulieu, ancien élève au conservatoire de Jean-Louis Adam.
Cependant le vif intérêt que suscita l'Abrégé de l'accordeur Montal fut l'objet en 1835 d'une réédition augmentée, parue dans le Ier volume de l'Encyclopédie Pittoresque de la Musique, ouvrage publié sous la direction d'Alphonse Ledhuy et Henri Bertini. Très loin d'avoir reçu un simple succès d'estime, le petit traité de Montal aiguisa aussitôt la curiosité de la presse allemande spécialisée et eut les faveurs de l'éditeur Bernhard Schott de Mayence, qui fit traduire en 1835 (Schott Music) ce savant petit ouvrage, dont la science musicale fut jugée digne de figurer au catalogue de sa prestigieuse maison d'édition.

## 1836: une méthode d'acoustique dédiée à Camille Pleyel et création pour les non-voyants de la première classe d'Accord-Facture.

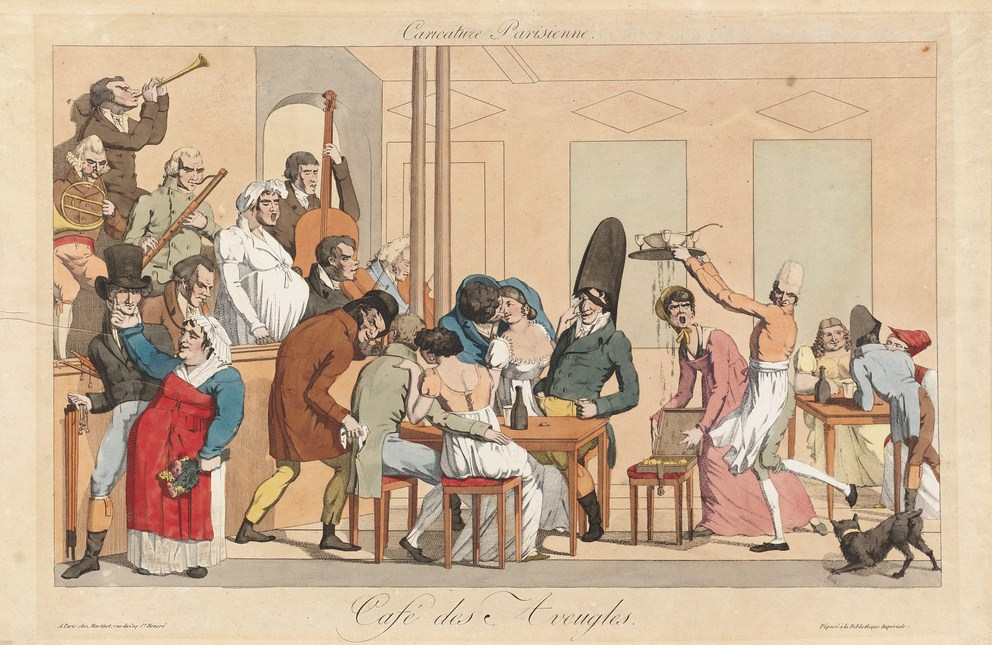
Café des Aveugles, aux galeries du Palais-Royal à Paris. Gravure XIXe.

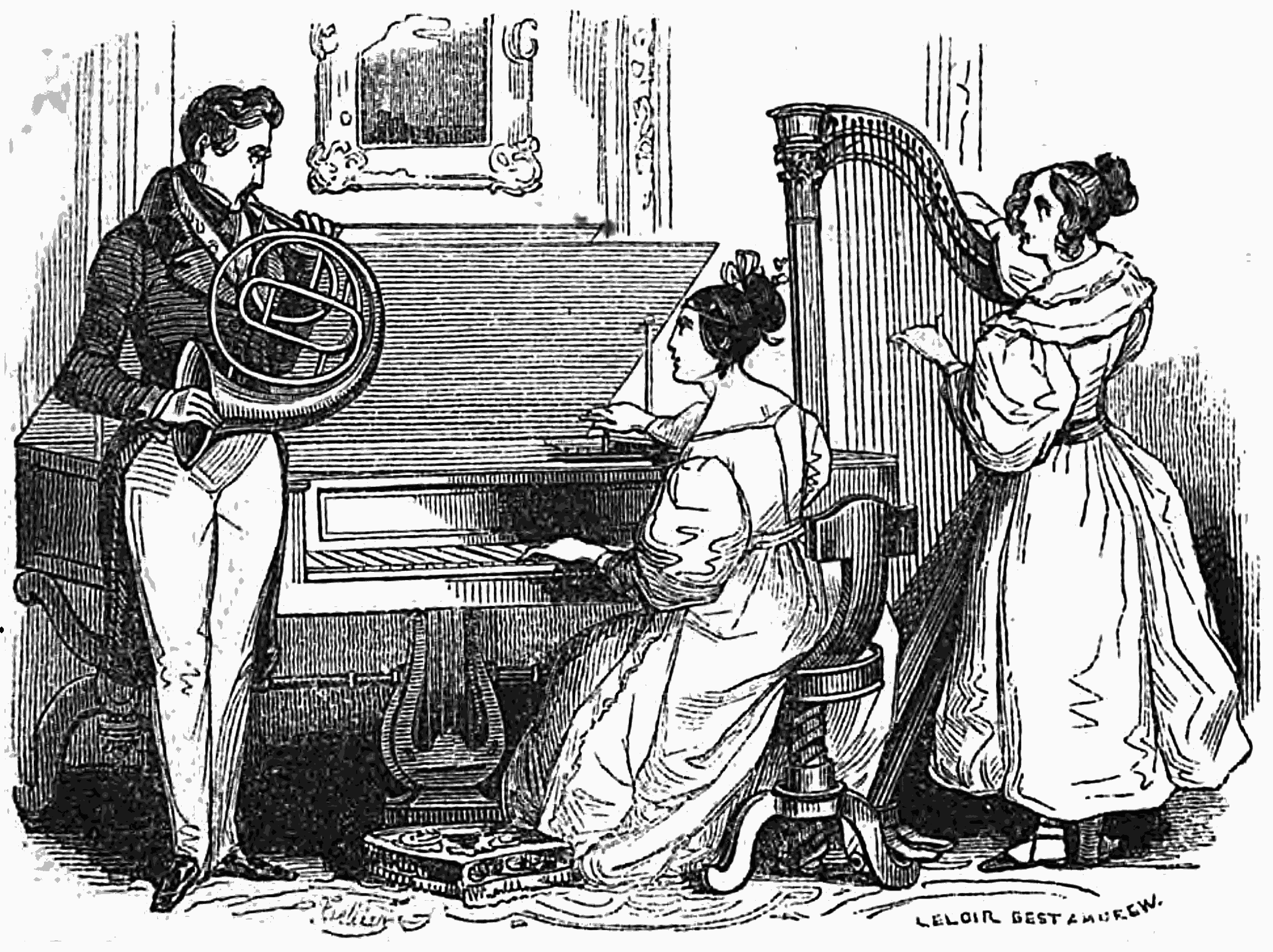
Accordeuse de pianos. Couverture de l'ouvrage de C. Montal. Paris 1836.

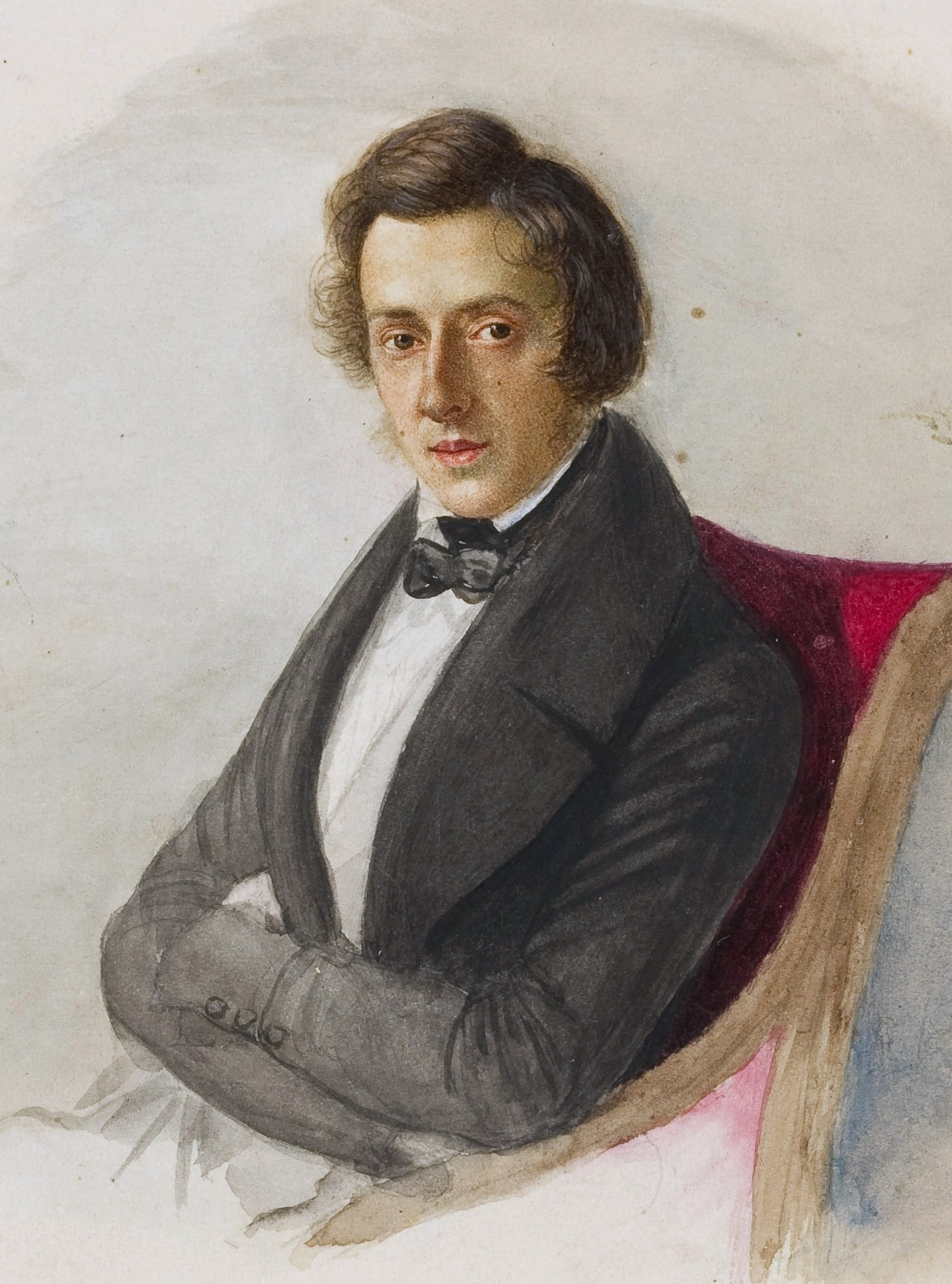
Portrait de Chopin en 1835.

Bien qu'investi de la confiance des plus célèbres professeurs du Conservatoire, Montal ne fut pas en peine de combattre certains ostracismes ou préjugés, observés à l'encontre des aveugles. La piteuse image misérabiliste que renvoyait la société du XIXe siècle sur le statut social des aveugles, pour la plupart promis à la mendicité, s'identifiait dans la société parisienne au pittoresque attrait culturel, quelque peu grotesque, cultivé par le célèbre Café des Aveugles, étrange cabaret tripot où ces infortunés se produisaient musicalement pour quelques oboles, nourrissant sans doute l'illusion d'avoir peut-être décroché là un semblant de reconnaissance ? Une gazette populaire parue sous la monarchie de Juillet fit paraître en juillet 1834, une rubrique consacrée aux cafés parisiens et dans un article intitulé : « Une soirée au Café des Aveugles » on pouvait lire dans un éclairant témoignage non dénué d'intérêt :
« (....) à l'extrémité de la salle, sur une espèce d'amphithéâtre, il se trouvait douze ou quinze pauvres diables qui étaient bien aveugles, ma foi, mais aveugles tout de bon, pas pour rire malheureusement. (....) Les concertants, c'étaient ces pauvres diables. Ils firent de la musique comme on en fait à... je ne sais pas où l'on en fait de pareille ; car je n'en ai jamais entendu nulle part. (...) »
Un superbe tableau représentant les artistes musiciens du Café des Aveugles peint par Charles Joseph Traviès vers 1840 et restituant l'ambiance de ce café-vaudeville, se trouve actuellement conservé au musée Carnavalet. Décrivant l'atmosphère et l'engouement pour cet étrange Café-Théâtre des Galeries du Palais-Royal, véritable institution des soirées parisiennes du temps de la Révolution, Gérard de Nerval écrivit entre autres ceci :

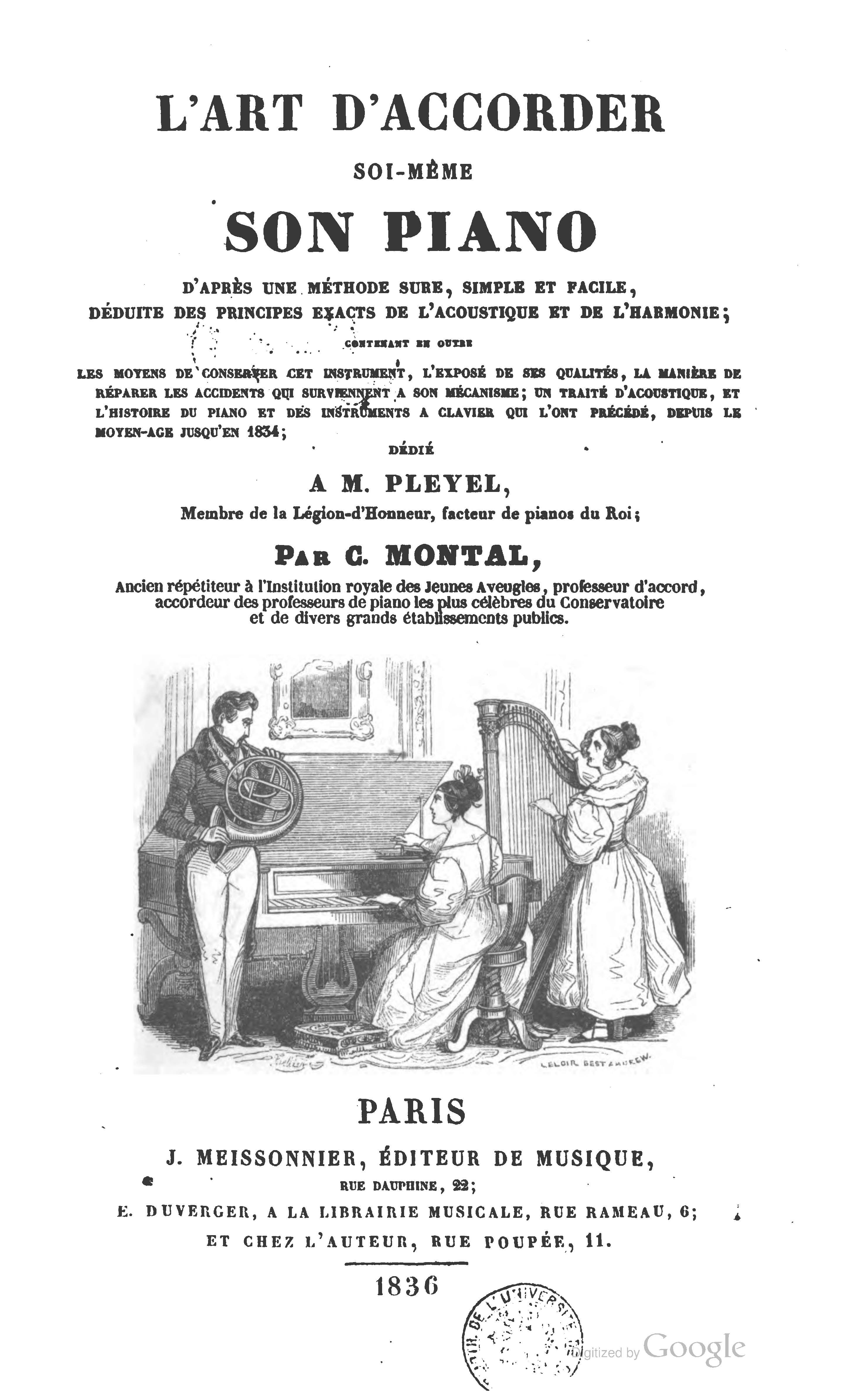
Ier Traité complet sur l'accord du piano, dédié à Camille Pleyel. 1836.

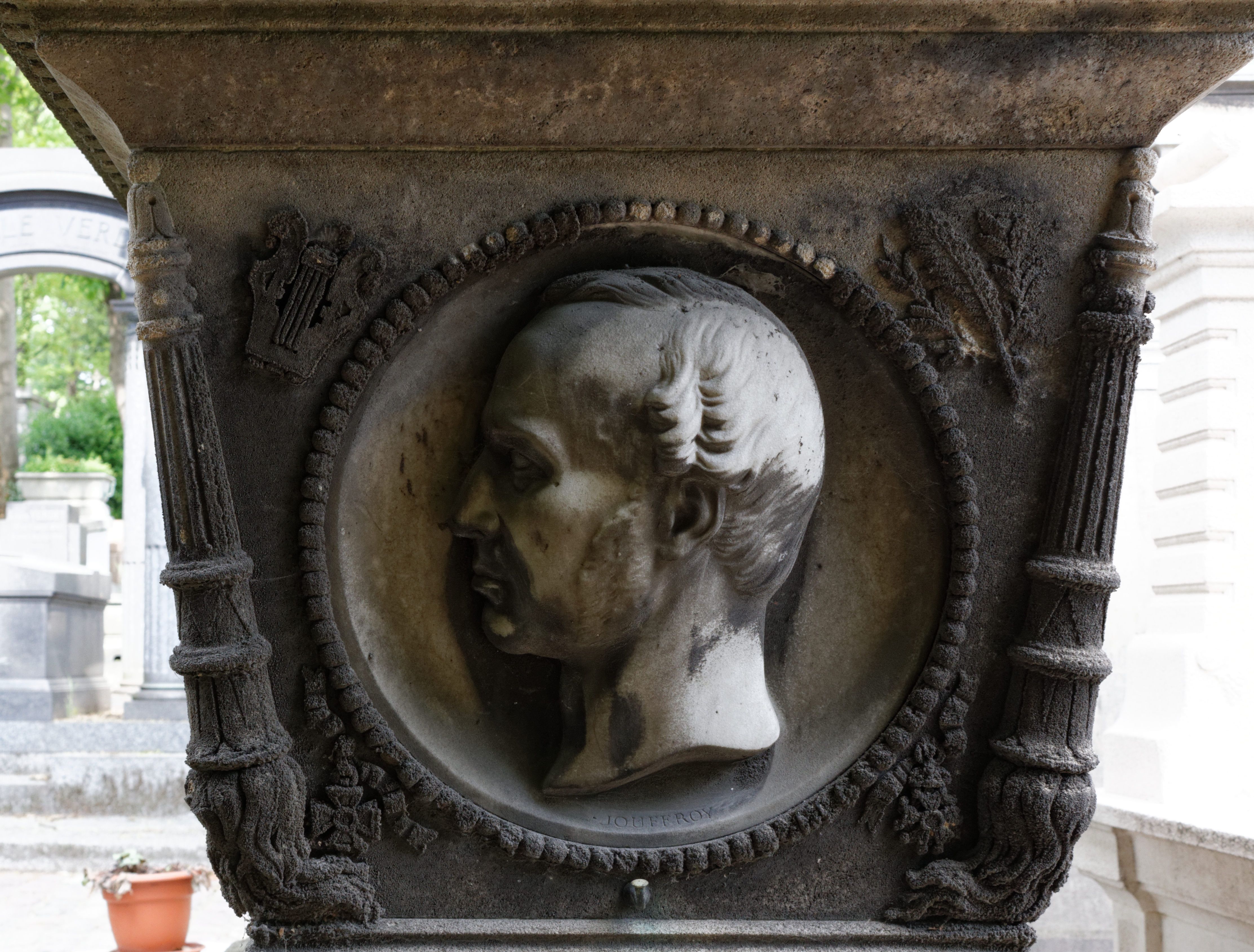
Portrait sculpté d'Edouard Monnais par François Jouffroy. Cimetière du Père-Lachaise - 55e division.

Confronté au monde misérable des aveugles, depuis l'épreuve subie pendant la terrible année de 1831 où Montal fut exposé à l'ingratitude du monde des voyants, essuyant nombre d'humiliations; celui-ci finit par se convaincre qu'il était impératif de trouver en direction des aveugles-musiciens, un débouché professionnel qui put leur être utile afin de les libérer de leur torpeur quotidienne et leur rendre un peu de cette dignité matérielle considérée comme chimérique. Nourri de ses patientes recherches et de son expérience passée à l'institution, en autodidacte et grâce à ses connaissances musicales et mathématiques, Montal portera la précision et la qualité de l'accord du piano à un degré encore jamais atteint. Pour cela, il mit au point une méthode rationnelle et sophistiquée pour la réalisation de la partition, réelle pierre angulaire du métier d'accordeur. Ayant enfin grandement finalisé la rédaction de son Ier Abrégé, l'accordeur Montal fit publier le 7 mai 1836, le premier traité complet sur l'accord du piano qu'il intitula : « L'art d'accorder soi-même son piano, d'après une méthode sûre, simple et facile, déduite des principes exacts de l'acoustique et de l'harmonie, contenant en outre la manière d'enseigner l'accord aux aveugles et un traité d'acoustique ». Annoncé dès le 11 Mai 1836 par La Gazette de France ainsi que par Le Constitutionnel le 15 suivant ; la sortie et l'objet de cet étonnant ouvrage d'organologie tant attendu du public, se voulait d'être particulièrement utile aux fabricants d'instruments afin de résoudre définitivement toute la difficulté de l'accord. La primauté de cet ouvrage fut aussitôt dédié à Camille Pleyel, alors le plus célèbre des facteurs de pianos parisien. Le succès de cette méthode inédite fut immédiat et nombre de journaux saluèrent l'intelligente pertinence pédagogique de cet ouvrage. Désormais parvenu à une relative aisance matérielle, l'accordeur Montal qui fut dorénavant en mesure de fonder un foyer eut le rare bonheur de trouver une épouse aimante et dévouée, dont l'altruiste générosité ne put être rebutée par le soutien d'un aveugle. Avec l'élue de son cœur, il se maria le 19 mai 1836 avec Anastasie-Françoise Denis dite Flaissières, institutrice de profession, domiciliée au 38 passage Sandrié. La bénédiction de cette union inespérée fut donnée en l'église Saint-Séverin par l'abbé Constant Gallard Vicaire ancien chapelain de l'hospice royal des Quinze-Vingts, lequel deviendra plus tard chanoine titulaire de la cathédrale Notre-Dame de Paris et confesseur de l'Impératrice Eugénie. À ce mariage religieux assistèrent pour principal témoin, l'éditeur-imprimeur François-Paulin Terzuolo (son sauveur de 1834) sollicité par Montal, ainsi que plusieurs commerçants de la Cour Batave, témoins des mariés. Dans le cycle romanesque de La Comédie humaine, le célèbre écrivain Honoré de Balzac fit dans son roman sur César Birotteau (paru en 1837) une description peu rassurante de l'ancienne Cour Batave, vaste temple commerçant de la rue Saint-Denis, antre boutiquière de divers marchands. Les formalités de son mariage accomplies, l'accordeur Montal qui fut fortement encouragé par la presse allemande (dès 1833) à divulguer son savoir, s'évertua à le répandre d'abord progressivement vers les facteurs d'instruments, puis privilégia surtout l'enseignement de l'accord plus spécifiquement orienté à l'usage de ses frères d'infortune. Devenu un ardent défenseur du tempérament égal, il militera également pour l'établissement d'une fréquence fixe pour le diapason. Fort de son expérience personnelle, comme premier accordeur de pianos non-voyant au monde, Montal eut pour ambition d'apporter ses connaissances d'accordeur mécanicien, à l'usage des non-voyants, solution qu'il jugea susceptible, à son exemple, de pouvoir mettre à profit une possible insertion professionnelle plus valorisante pour ses semblables. Dans cette perspective, ce fut donc à l'initiative et sous l'impulsion de Claude Montal que fut créée dans le courant du second semestre de 1836, la première classe d'apprentissage d'accord-facture, enseignement jusqu'alors inédit à l'Institution royale des aveugles. L'inauguration de la nouvelle classe d'accord-facture à l'Institution royale des aveugles, se fit vraisemblablement au cours du second semestre de 1836. Plusieurs élèves avides de connaître cette nouvelle discipline commencèrent à se former sous la direction de Montal et à constituer un noyau restreint de potentiels formateurs. Mais ce fut surtout l'aveugle Augustin Moulin qui fut pressenti - dès 1836 - pour diriger cette nouvelle classe, propageant l'irremplaçable enseignement légué par Montal. Dans une rare notice biographique, le docteur Alexandre René Pignier directeur de l'Institution royale des aveugles écrivit à cet effet : « (...) Mais comme cet art de l'accordeur, qui, jusque là, n'avait été exercé que par quelques aveugles, devait être lucratif pour les élèves qui auraient des dispositions, et qu'il était important de le perpétuer parmi ces élèves, une classe régulière d'accord de pianos fut établie à l'Institution et Moulin en fut chargé. »
S'il resta toutefois nombre de difficultés à vaincre pour la formation des aveugles accordeurs, la route vers le succès fut néanmoins assurée. Cette année 1836 constitua une étape des plus décisives dans la carrière de l'accordeur Montal, qui eut l'immense satisfaction d'avoir concrétisé ses deux projets majeurs : celle de l'édition d'un premier traité sur l'art de l'accord du piano et l'inauguration pour ses condisciples d'une classe de mécanique acoustique. Lors de l'installation de Frédéric Chopin à Paris en 1831, la plupart des facteurs d'instruments de musique ne savaient qu'imparfaitement construire des pianos et peu d'entre eux parvenaient à leur trouver une juste tonalité. Ce défi jugé jusqu'alors comme presque insurmontable, seul l'accordeur Montal le maîtrisa à la perfection. L'immense popularité que rencontra l'édition du premier traité complet sur l'accord du piano (L'Art d'Accorder soi-même son Piano) valut à Montal de nombreux éloges dans la presse française ou étrangère. Cependant la consécration de cette édition mémorable viendra le 9 août 1836, où un important article de presse paru à la Une dans le très sérieux journal libéral Le Courrier français et sorti de la plume experte du distingué critique musical Édouard Monnais, (Alias : Paul Smith, nommé plus tard commissaire impérial du gouvernement auprès des Théâtres et du Conservatoire de musique) fut particulièrement flatteur à l'égard de M. Montal ; rubrique musicale dans laquelle on put lire : 
Au lendemain du grand succès éditorial rencontré par la méthode d'acoustique de Claude Montal sur « L'Art d'Accorder soi-même son Piano » ; l'article élogieux d’Édouard Monnais sera une seconde fois réimprimé à l'identique, le jour de Noël 1836, dans le très sélectif journal culturel : L'Indépendant-Furet de Paris.
Dans les cossus foyers parisiens les jeunes filles de bonnes familles, soucieuses d'acquérir et de maitriser musicalement à la perfection leur piano furent aux anges, car dans un grand article de presse paru dès Février 1837 dans le Journal des Demoiselles, intitulé « Instruction : du Piano et de ses Progrès », la chroniqueuse Mlle Louise Hutz rassure celles-ci devant la tâche rebutante à accomplir en vantant tous les mérites de la méthode de M. Montal : 
Le vif intérêt que suscita auprès des professionnels du monde musical, cette inédite méthode d'acoustique, mérita d'être particulièrement signalée dès Juin 1836 dans le « Mémorial Encyclopédique et Progressif des Connaissances Humaines », alors dirigé sous l'experte autorité du célèbre pédagogue Marc-Antoine Jullien de Paris.

## 1837-1847: jusqu'au triomphe à l'hôtel de ville, la persévérante ascension d'un artisan atypique.
Le plébiscite unanime rencontré en 1834 dans les milieux musicaux depuis l'édition de son Abrégé sur l'Accord du Piano, avait soudainement propulsé l'accordeur Montal dans une position d'incontestable supériorité au sein de la corporation des accordeurs parisiens. Depuis son accréditation officielle auprès du conservatoire de Paris, Montal, qui avait enfin réussi à surmonter certains préjugés à son encontre, avait trouvé à se placer professionnellement comme accordeur chez les meilleurs facteurs de pianos de la capitale, en particulier dans les ateliers de Sébastien Mercier dont il fut un proche collaborateur, d'Érard ou de Pleyel. Désormais libéré des obligations liées à l'édition de son Ier traité complet sur l'acoustique du piano paru en 1836, l'accordeur MONTAL commença en 1837 d'après L'Agenda Musical de l'accordeur Planque, à se créer un bien modeste atelier. Dans une première monographie parue en 1845, sous la plume de son ancien directeur à l'Institution royale des jeunes aveugles, Joseph Guadet écrivit à ce propos : 
« ... aidé d'un seul ouvrier (...) son établissement était encore bien modeste, il avait pour siège une mansarde de la rue Poupée, au quatrième étage. M. Montal faisait là des petits pianos droits dans le genre de ceux que M. Pleyel avait importés d'Angleterre et qui avaient alors beaucoup de vogue. Ces pianos confectionnés avec soin et intelligence se plaçaient aisément à l'aide des accords que le facteur était loin de négliger. (...) »
Cette année 1838 fut en France une année particulièrement cruciale pour le sort des aveugles. Le vieil établissement des aveugles de la rue Victor où avait professé Montal, véritable cloaque des plus insalubres, rendait son remplacement inévitable. Le nouvel aménagement de cette institution charitable vers des locaux plus spacieux situés boulevard des Invalides, présentait un coût exorbitant de quelque 1 million 600 000 Francs. Lors de la séance du 14 mai 1838 tenue à la Chambre des Députés, seuls se trouvèrent pour défendre les applications de ce louable projet, deux députés, Alphonse de Lamartine et le député de l'Allier Pierre Antoine Meilheurat, qui défendirent chacun âprement ce projet aux visées humanistes. Rapportant les débats tenus à la Chambre, un grand quotidien national affirma que « M. de Lamartine dit que le local des jeunes aveugles est infect, obscur, ténébreux ; les chambres sont de véritables cachots; des améliorations sont indispensables ». Confronté à la réaction de rejet de ce projet au coût jugé faramineux, l'objection et la virulence pugnace du député Lamartine finit par remporter à l'unanimité les suffrages des parlementaires de l'Assemblée nationale.

Le jeune Franz Liszt, en 1824, membre honoraire de la Société académique des Enfants d'Apollon.

Précédant la naissance de sa première fille Pauline, née en octobre 1838 ; Montal ayant troqué sa modeste mansarde pour une habitation plus spacieuse à la suite du succès de réédition de son traité d'acoustique, envisagea réellement de construire les premiers instruments de sa marque. De célèbres maisons qui avaient pignon sur rue, étaient déjà fortement implantées dans la corporation des facteurs de pianos parisien : Petzold, Henri Herz, Pleyel, Henri Pape, Mercier, Roller & Blanchet, Pierre Érard, etc. et sans doute voyaient-elles comme anachronique l'arrivée de cet aveugle opportuniste, qui dut essuyer à son endroit bon nombre de perfides ironies... Sous le directorat du docteur Alexandre René Pignier, Mme Louisa Vander Burch chargée de l'enseignement du piano à l’Institution royale des aveugles, conseilla en 1838 à l'accordeur Montal d'adhérer à la Société académique des Enfants d'Apollon, laquelle fut fondée en 1741 et dont son père Jean Bisch, professeur de musique fut le doyen des sociétaires. Cette association philanthropique à but culturel regroupa plusieurs personnalités venues du monde musical (André Grétry, Fromental Halévy, etc.) des Arts ou des Lettres et compta dans ses membres honoraires en 1824, le jeune et déjà célèbre Franz Liszt alors âgé de treize ans seulement. En 1824, ce jeune musicien en herbe avait déjà conquis le public, lors d'un concert annuel donné au profit de la Société Académique, où sa prestation pianistique fit grande sensation par son incroyable virtuosité :
« Un enfant réellement extraordinaire, le jeune Listz à peine âgé de onze ans, s'est fait entendre dimanche dernier à la Société Académique des Enfants d'Apollon. ce pianiste imberbe a étonné les artistes les plus habiles, par son exécution vigoureuse et par l'originalité et la grâce de son improvisation. »
En ce début d'année 1839, le total succès que rencontra la méthode d'acoustique de Claude Montal permit aussitôt de faire paraître une seconde réédition. L'insatiable intérêt suscité par cet ouvrage ne manqua pas d'être examiné, lors de la séance du 27 mars 1839 devant les membres de la Société d'encouragement pour l'industrie nationale, dont le rapporteur chargé de la commission des arts mécaniques, fut Louis-Benjamin Francœur, ancien de École polytechnique et célèbre professeur de mathématiques au Collège de France. Depuis plusieurs années, l'aveugle Montal qui s'employait à restaurer et à accorder la facture de divers facteurs, investi d'une incommensurable patience de bénédictin, eut tout le loisir d'en étudier les plus notoires imperfections de leurs mécanismes. Conforté de cet indéniable savoir-faire, en 1839 l'opportunité de l'ouverture sur l'avenue des Champs-Élysées de la 9è édition de l'Exposition des produits de l'industrie, permit à Claude Montal de pouvoir concourir pour la Ire fois comme facteur de pianos. L'admission à l'Exposition nationale de ce fabricant atypique suscita le plus grand étonnement dans la corporation des industriels. À la tête d'une manufacture encore bien modeste d'à peine dix ouvriers, l'accordeur Montal présenta cette année-là à l'Exposition industrielle, trois instruments de sa fabrique :
Dans une assemblée de quelque 3281 exposants, comment trouver une place légitime parmi la concurrence de 67 facteurs de pianos présentant au total pas moins de 141 instruments de musique? Ne se décourageant pas, témérairement Montal se chargea de faire lui-même à l'Exposition la promotion de ses propres instruments. Afin de pourfendre les tenaces préjugés liés à son handicap visuel, Montal dut affronter avec détermination l'insidieuse adversité. Plusieurs quotidiens nationaux se firent l'écho d'une scène étrange survenue pendant l'Exposition, où Montal faisant montre d'une incroyable audace, alla aux devants de la duchesse et du duc d'Orléans (Ferdinand-Philippe d'Orléans) expliquant dans les moindres détails les nouvelles améliorations et la qualité de ses instruments. Pareille scène avait attiré un grand attroupement autour des visiteurs royaux, au point de se demander si son protagoniste appartenait bien au monde des aveugles? Le grand piano à queue à la table d'harmonie renversée excita au plus haut point l'intérêt du public. L'Exposition de 1839, véritable baptême du feu pour l'accordeur Montal, fut en réalité une rude épreuve occasionnée par l'hyper-concurrence et l'arbitrage rendu par le Jury présidé par l'inflexible Félix Savart fut d'une sévérité absolue.. M. Montal n'ut aucun prix, pas même la moindre Mention Honorable. Dans un ouvrage rendant compte de l'Exposition de 1839, le littérateur Marcellin Jobard, commissaire du gouvernement belge à l'Exposition parisienne, releva avec quelques étonnements, une situation des plus anachroniques :
À l'exception de la presse musicale ou industrielle bienveillante à l'égard de Montal, dont tout spécialement l'article du savant bibliothécaire Gottefried Engelbert Anders qui se fit remarquer en 1831par une étude biographique sur Paganini et une autre en 1839 sur Beethoven, année même où il devint le premier ami parisien de Richard Wagner; la plupart des grands quotidiens déformèrent ou ignorèrent le nom de Montal. Victime de ce flagrant délit d'ostracisme et après tant d'efforts déployés, une lueur d'espoir exista-t-elle encore pour le sieur Montal ? Qu'importa l'expression de cette ingratitude française injustifiée, Montal sans le savoir est déjà célèbre cette année-là, car outre-Atlantique une publication de Baltimore releva que : « M. Montal qui est aveugle a présenté d'excellents instruments de sa fabrication ». Restant toutefois confiant dans son avenir, Montal donna le 23 février 1840 dans ses salons du 36 rue Dauphine et du passage Dauphine un grand concert classique où était réunie une nombreuse et très brillante société, venue entendre ses nouveaux pianos. À ce concert se distinguèrent plusieurs artistes, dont un petit prodige de 4 ans qui captiva au clavier tout l'auditoire, puis sur une œuvre de sa composition, la remarquable prestation du violoncelliste Marius Gueit ancien répétiteur de l'Institution royale des aveugles ; enfin celle de Mlle Heilmann qui fit vibrer à merveille la puissance de son des pianos Montal, en interprétant entre autres œuvres la Straniera de Thalberg. Rendant compte de cet évènement musical, voici en ces quelques lignes prémonitoires, ce que l'on put lire dans le journal Le Siècle, pourtant peu dispensateur d'éloges :
En effet, dès 1840 bien qu'il n'eût encore aucune médaille à son actif, l'étonnante popularité de Claude Montal alla sans cesse croissante. Incontestablement celle-ci s'affirma t-elle de jour en jour dans le milieu musical parisien, au point que le musicologue belge François-Joseph Fétis n'hésita pas à faire paraitre pour la première fois son nom dans une notice succincte apparue dans l'édition de 1840 de sa volumineuse Biographie Universelle des Musiciens.
Abolitionniste de la Ire heure et s'étant déjà fait remarquer dès 1830 par la publication d'un ouvrage traitant de l'abolition de l'esclavage, Pierre-Armand Dufau qui fit partie en 1840 de la Société française pour l'abolition de l'esclavage participa au banquet annuel de ladite association recevant une députation britannique et défendant les Droits de l'homme des esclaves opprimés où il se trouva auprès de son fondateur Victor de Broglie, du fougueux tribun M. Alphonse de Lamartine, du philosophe Alexis de Tocqueville, mais aussi auprès d'un parlementaire originaire du Bourbonnais (province natale de Claude Montal) le député de l'Allier Victor Destutt de Tracy.
L'année suivante, le journaliste-écrivain Pierre-Armand Dufau directeur de l'Institution royale des aveugles, fonda en 1841 une institution charitable : la Société de Patronage et de Secours mutuels pour les Aveugles de France, société alors placée sous la présidence de Joseph-Marie Portalis premier président de la Cour de cassation. Dès la création de cette société de bienfaisance, comme adhérent Claude Montal s'impliqua personnellement auprès d'Armand Dufau, afin de favoriser à la consolidation de cette nouvelle association caritative. Toujours en cette année 1841 parut la seconde édition de l'ouvrage du très républicain Édouard Foucaud sur Les Artisans Illustres  publiée sous la direction de Charles Dupin le mit à l'honneur et permit de confirmer Montal dans son inexorable ascension sociale. Cette savante hagiographie sur le monde manufacturier soulignant les travaux prometteurs des industriels de ce début du XIXe, leva enfin pour la première fois l’anonymat sur son nom. Modestement cette Ire esquisse biographique lui donna enfin le gain tant espéré d'une totale reconnaissance. Toujours en cette année 1841, Émile Bienaimé professeur au Conservatoire, se fit le rapporteur devant l'assemblée de la Société libre des beaux-arts de la pertinence des enseignements inédits contenus dans l'ouvrage de M. Montal et intitulé : L'art d'Accorder soi-même son piano. Malgré le demi échec essuyé lors de l'Exposition de 1839, Montal redoubla d'ardeur en étudiant et en améliorant sans cesse la facture de ses instruments, ce qui lui permit de déposer dès le 7 mai 1842 auprès du ministre du commerce Cunin-Gridaine une Ire demande de brevet, pour un nouveau système de levier dit Receveur, propre à faire répéter la note à toutes les hauteurs de la touche. Quelques jours plus tard, après cette demande de brevet, la famille Montal s'agrandissait avec la naissance le 12 mai 1842, d'une seconde fille : Marie-Clémentine, laquelle eut à son baptême l'organiste Paul Charreire pour parrain, élève de François Benoist, baptême prononcé à Saint-Germain-des-Prés le 15 mai 1842
Au cours de cette même année 1842, fait d'un rebondissement des plus inespérés, Claude Montal qui fut en 1830 confronté à une fin de non-recevoir et interdit de l'entretien des pianos de l'institution, eut l'occasion d'une incroyable opportunité auprès de ce même établissement qui avait autrefois refusé de l'engager. En novembre 1842, l'institution des aveugles ouvrit un concours public auprès des meilleurs fabricants de pianos parisiens :
« Plusieurs facteurs viennent de se présenter au concours pour la fourniture des pianos à l'Institution royale des jeunes aveugles. L'instrument qui a paru au jury le meilleur sous tous les rapports, a été fabriqué par M. Montal, ancien élève de cette institution, et qui, par son industrie et ses connaissances théoriques, s'est placé au premier rang des facteurs. Ce choix, dû au seul mérite de l'instrument, puisque les noms des concurrents étaient inconnus constate un véritable succès pour M. Montal. »
Sans cesse préoccupé d'améliorations et de perfectionnements de ses instruments, Montal qui eut le loisir d'étudier avec minutie les factures françaises et étrangères, offrit aux artistes, l'occasion de tester dans des concerts les nouveaux mécanismes apportés à ses pianos. En Grande-Bretagne, depuis l'établissement de l'emblématique John Broadwood, l'Angleterre, alors la nation la plus productive au monde (devant l'Allemagne) dans la facture de Piano-forte, s'intéressa avec la plus vive curiosité aux travaux du facteur Montal. Dans ses pages d'actualités musicales, le nouveau magazine anglais The Illustrated London News s'empressa de rapporter le 9 septembre 1843, que M. Montal venait de présenter dans ses salons parisiens un nouveau pianoforte équipé d'un système complètement inédit, dénommé par son inventeur : « mécanique à répétition expressive ». A Paris, les correspondants anglais du nouveau magazine londonien, ne firent que rapporter l'évènement produit chez M. Montal le 13 août 1843, où celui-ci montra au public la fabrication d'un grand piano à queue, muni de ce nouveau mécanisme du clavier (différent de l'échappement anglais) alors complètement méconnu outre-manche. Ce nouveau système consista à faciliter l'exécution des nuances en permettant de faire répéter la note sans relever entièrement le doigt de la touche, prouesse technique que ne manqua pas également de signaler le compositeur anglo-irlandais Joseph Augustine Wade, dans son Manuel du Pianoforte paru à Londres en 1844. Le temps de la compétition revenu, l'Exposition des produits de l'industrie de 1844, confronta pour la seconde fois Montal dans l'arène impitoyable de ses principaux concurrents. A cette époque, quatre grandes Maisons parisiennes des plus réputées (PLEYEL, ERARD, Jean-Henri Pape, Henri Herz) dominaient le marché de la facture instrumentale, suivie d'une multitude d'autres manufactures non moins célèbres : Kriegelstein, Roller & Blanchet, Sébastien Mercier, Blondel, Scholtus, Bord, Soufleto, Wetzels, Thibout, Rinaldi, etc. à cette époque Paris prenait alors le surnom de Pianopolis tant le nombre de fabricants était grand. Cinq ans s'étaient passés depuis la précédente Exposition de l'Industrie de 1839. La commission organisatrice de celle de 1844, jugea admissibles les divers instruments présentés par M. Montal. Installée sur 20,000 m2 à Paris au Carré des Champs-Élysées, la 10e Exposition nationale de l'Industrie de 1844 comporta quelque 3.960 exposants (le double de 1834) dont 181 facteurs d'instruments qui présentèrent pas moins de 89 pianos. Concernant la classe des instruments de musique, le Jury Central cru bon de s'adjoindre l'expérience et la compétence de membres illustres issus du monde musical, tels MM. Auber ou François-Antoine Habeneck. L'intraitable Auber qui venait d'être nommé en 1842 directeur du Conservatoire national supérieur de musique et de danse exigea l'examen minutieux de chacun des nombreux pianos présentés à l'Exposition nationale et donna pour consigne de ne favoriser aucun passe-droit, se proposant de tester lui-même les performances de chacun des pianos, soupçonnés d'évaluations partiales. Malgré le bienveillant rapport rendu par François-Joseph La Hausse, accordeur de pianos breveté et professeur de musique, lequel se fit remarquer en 1834 par l'invention du taille-crayon ou de l'emploi du mélophone ; les pianos de Claude Montal n'obtinrent en 1844, qu'une modeste médaille de bronze, la première médaille industrielle de M. Montal. Ainsi que l'écrira plus tard Léon Escudier, cette première récompense fut peu proportionnée aux réels mérites du facteur Montal. Presque terrassé par le sévère jugement du compositeur de Manon Lescaut, Montal ne laissa prise au désespoir, fortement encouragé par M. La Hausse ou par son mentor de toujours Pierre-Armand Dufau. Ne voulant pas attendre tous les cinq ans la tenue d'une exposition nationale, Montal fut parrainé fin 1844 par le professeur d'harmonie et accordeur de piano François-Joseph Lahausse, pour devenir membre de l'Académie de l'industrie, agricole et manufacturière. Comme nouveau membre de cette académie, il décida de concourir à la 8ème Exposition des produits des membres de l'Académie de l'industrie, exposition qui eut lieu en Juin 1845 au pavillon de l'Orangerie du jardin des Tuileries. En cette année 1845, l'accordeur-facteur Montal (qui produisait en 1844, quelque 200 pianos par an) présenta à l'Exposition desTuileries, 7 spécimens de ses plus beaux instruments : 3 pianos droits d'Ut en La, ou d'Ut en Ut, 1 piano droit de concert à sept octaves de La en La, 1 piano carré à Six octaves de La en La, 1 grand piano carré à six octaves trois quart au La, 1 grand piano à queue à trois ou quatre cordes, à sept octaves de La en La et à double échappement. A l'issue de cette exposition pourtant des plus remarquables, paradoxalement M. Montal ne reçu du jury aucune récompense. Quel vent de malédiction souffla t-il alors soudainement sur la destinée contrariée de M. Montal ? Devant tant d'iniquités et afin de briser l'ostracisme lié à son handicap visuel, Montal peu propice à se mettre en avant prit alors la ferme résolution - fin 1845 - de se faire entendre avec force du grand public, influencé par les judicieux conseils de son fidèle ami le journaliste Pierre-Armand Dufau. Afin de pourfendre le microcosme égocentrique du monde hyper-concurrentiel des fabricants d'instruments, il entreprit en Octobre, Novembre et Décembre 1845, de faire une véritable campagne publicitaire dans les grands quotidiens du Constitutionnel, du Journal des débats, de La Presse ou dans la prestigieuse revue de L'Illustration, où il fit paraitre cette annonce des plus explicites :
« PIANOS DROITS A 4 CORDES ET TRANSPOSITEURS - MONTAL, rue Dauphine 36 à Paris, vient d'ajouter à ses instruments (qui lui ont valu une médaille à la dernière Exposition), des perfectionnements qui leur donnent une solidité, une force et une qualité de sons supérieures à celles des meilleurs pianos carrés, et qui ne peuvent être comparées qu'à celles des pianos à queue. Il invite MM. les Professeurs, Artistes et Amateurs à venir de deux heures à cinq, visiter ses instruments pour se convaincre de la valeur de ces améliorations. »

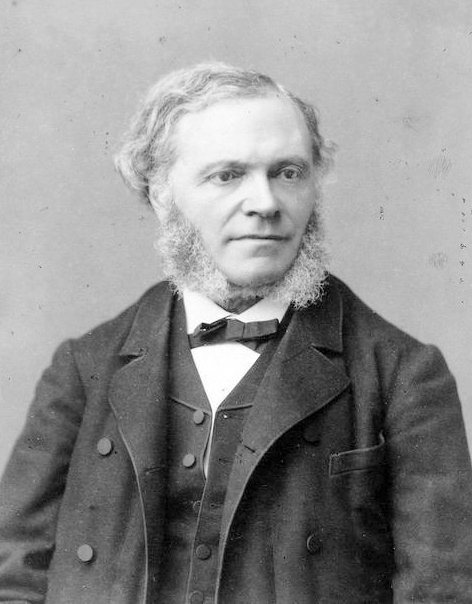
César Franck fut le premier artiste célèbre qui testa publiquement en 1847, le piano transpositeur Montal.

Objet de maigre consolation, en cette année de 1845 l'historien Joseph Guadet par ailleurs Ier instituteur à l'Institution royale des aveugles, fit paraître dans les Annales de l'Education des Sourds-muets et des Aveugles, la Iere véritable notice biographique su Claude Montal, suivie d'un tirage à part paru chez l'imprimeur Frain & Thunot. Outre ses quelques déboires pour intégrer le monde de la facture instrumentale, les premiers enseignements musicaux que lègua Montal à ses congénères aveugles, commencèrent incontestablement à porter leurs fruits, favorisant ainsi pour eux un début d'insertion professionnelle prometteur. Dans sa monographie sur les vies de Charles-Michel de L'Épée, de l'abbé Sicard ou de Valentin Haüy, l'historien Adrien César Egron releva à bon escient cette même année : 
Ne s'avouant pas pour autant vaincu de « l'échec » ressenti de 1845, Montal qui fit déposer le 26 Février 1846  une demande de Brevet d'Invention pour son nouveau système de Transposition se représenta en Juin 1846 à la 9ème exposition des membres de l'Académie de l'industrie, au pavillon de l'Orangerie des Tuileries et y reçu cette fois-ci une médaille en argent de Première Classe. À partir de cette date charnière de 1846, dorénavant la carrière du facteur Montal alla inexorablement crescendo… En 1847, Paul Émile Bienaimé professeur d'Harmonie au Conservatoire de musique et membre de la Société libre des beaux-arts de Paris pour la section musicale, sollicita devant les membres de cette association, de faire tester les performances d'un grand piano droit de concert produit par Montal, capacités trop souvent ignorées au cours des expositions précédentes. Lors de la 17e séance solennelle de ladite société réunie le Dimanche 9 Mai 1847 pour son congrès annuel en la Salle Saint-Jean de l'hôtel de ville de Paris, fut présenté à l'appréciation des sociétaires deux instruments de musique : un grand piano droit de concert de M. Montal et un orgue expressif de M. Jean-Joseph Stein. Loin des caractéristiques techniques du Panorgue inventé par le facteur d'orgues Louis Julien Jaulin ou de l'Harmonicorde d'Alexandre-François Debain, il fut fait appel à un instrumentiste qui posséda à la fois la parfaite maîtrise du piano et de l'orgue. Ce jour-là, ce fut un jeune musicien prodige arrivé de Belgique (il n'avait alors que 26 ans) et installé à Paris depuis 1845, du nom de César Franck, qui testa lors du concert de l'Hôtel de Ville, le grand piano droit de M. Montal, ainsi que l'orgue de M. Stein. A l'issue de ce probant examen musical, le jury de la Société libre des beaux-arts décida à l'unanimité d'attribuer une médaille d'argent de Première Classe pour l'excellence du piano transpositeur présenté par M. Montal. Sur le clavier du piano Montal tenu par M. Franck furent interprétées avec accompagnement choral, plusieurs œuvres de Giuseppe Verdi, dont La Quêteuse sur un air d'Hernani

## 1848-1854: à laIreExposition universelle: Claude Montal ou l'excellence française récompensée.
Suite aux troubles nés de la révolution de 1848 qui vit la proclamation de la Deuxième République, celle-ci laissa la corporation des facteurs d'instruments dans une situation de quasi-faillite économique. Afin de renflouer la trésorerie mise à mal par la crise sociale de 1848, la plupart des grands fabricants d'instruments de musique décidèrent de former une coalition patronale, prête à solliciter auprès du ministère de tutelle, l'obtention d'un prêt du gouvernement.
En 1851, l'insigne de chevalier de la Légion d'honneur lui est personnellement remis par le prince-président à la suite du brillant succès rencontré lors de la première Exposition universelle de Londres. En 1853, année du mariage de Napoléon III, il reçut le titre officiel de fournisseur breveté de LL. MM. l'empereur et de l'impératrice des Français, suivi l'année d'après de celle de fournisseur officiel de la maison impériale du Brésil.
Il sera plus tard honoré par le roi George V du royaume de Hanovre.

## 1855-1865: le crépuscule de la reconnaissance et des lauriers de la gloire
Claude Montal mourut à son domicile parisien du 31 rue Bonne Nouvelle, le 7 Mars 1865 et fut inhumé au cimetière du Père-Lachaise auprès de sa mère Marie Sayet décédée rue Bergère en 1855 et de son épouse décédée en 1863 (10e division - allée Denon).

## Commémoration nationale - Claude Montal. V.I.P 2015
En l'année 2015, un collectif d'institutions et d’associations, renforcé par le mécènat de plusieurs collectionneurs ou luthiers, commémorèrent le 150e anniversaire de la disparition de Claude Montal.
L'Exposition commémorative Claude Montal V.I.P 2015, fut programmée principalement en cinq manifestations majeures :
1°) - Exposition d'inauguration dans l'auditorium jouxtant la Chapelle de l'Institut national des jeunes aveugles, boulevard des Invalides à Paris 7e. (Documents, Pianos et outils professionnels de l'accordeur de pianos). Concert : Pièces de pianos.
2°) - Diaporama programmé par M.Thierry Géroux dans le salon d'honneur de la mairie du 7e arrondissement de Paris, sur la vie, l'œuvre et la carrière de l'accordeur & facteur de pianos aveugle, Claude Montal.
3°) - Exposition Claude Montal à l'opéra de Vichy, au cours des Fêtes historiques annuelles Napoléon III. Divers pianos, documents et outils de facture furent présentés au public dans la Grande Galerie Napoléon III. Conférence donnée au petit théâtre Eugénie par M. Thierry Géroux, président de la Commémoration nationale Claude Montal 2015. (NB : Au printemps de 1862, peu avant l'arrivée estivale du séjour de l'empereur ; Claude Montal facteur de pianos parisien, envisagea d'ouvrir à Vichy au 13 rue Montaret une succursale de sa fabrique de pianos, établissement qu'il voulait être situé dans le centre-ville près du Parc des Sources et de l'établissement thermal. Pour diverses raisons de santé, hélas ce projet n'eut pas de suites. Quelques années plus tard, à cette même adresse s'établissait les magasins du facteur de pianos aveugle Claude Demonnet.)
4°) - Exposition instrumentale et documentaire au musée Bernard d'Agesci de Niort, du 1er au 6 Décembre 2015. Cette exposition fut saluée dans la presse locale, sous le titre : « Le musée au diapason du handicap visuel ». Pour la mère fois fut exposé après bien des vicissitudes de restauration, le grand piano à queue N° 
5°) - Exposition Claude Montal du 20 décembre 2015 à l'hôtel de ville de Versailles.

## Hommage
Le conseil municipal de Paris a voté lors de sa séance de novembre 2017 l'attribution du nom de Claude Montal a une voie du 7e arrondissement de Paris, l'allée Claude-Montal.